# شون أشمور
شون أشمور (بالإنجليزية: Shawn Ashmore)‏ مواليد 7 أكتوبر 1979 في ريتشموند، كولومبيا البريطانية، هو ممثل كندي بدأ مسيرته الفنية عام 1989.

## الأعمال

### أفلام
- رجال-إكس
- إكس 2
- رجال-إكس: الوقفة الأخيرة
- يوم الأم
- رجال-إكس: أيام المستقبل الماضي
- فروزن

### مسلسلات
- سمولفيل
- فرينج

### ألعاب فيديو
- كوانتم بريك
- ذا دارك بكتشرز: مان أوف ميدان

## وصلات خارجية
- شون أشمور على موقع IMDb (الإنجليزية)
- شون أشمور على موقع قاعدة بيانات الأفلام العربية
- شون أشمور على موقع ألو سيني (الفرنسية)
- شون أشمور على موقع تيرنر كلاسيك موفيز (الإنجليزية)
- شون أشمور على موقع أول موفي (الإنجليزية)
- شون أشمور على موقع قاعدة بيانات الأفلام السويدية (السويدية)
- شون أشمور على موقع إن إن دي بي (الإنجليزية)
- شون أشمور على موقع قاعدة بيانات الفيلم (الإنجليزية)
- شون أشمور على موقع كينوبويسك (الروسية)